# Kenneth J. Summers
Kenneth James Summers (St. Thomas, 20 luglio 1944) è un ammiraglio canadese, è stato un comandante della guerra del Golfo.